# 길례르미 마리나투
길례르미 아우빙 마리나투(포르투갈어: Guilherme Alvim Marinato, 러시아어: Гилерме Алвим Маринато 길레르메 알빔 마리나토[*], 1985년 12월 12일 ~ )는 러시아 프리미어리그 소속팀인 로코모티프 모스크바에서 골키퍼로 활약하고 있는 브라질계 러시아인 축구 선수이다. 그는 브라질에서 태어나고 자랐으나, 2015년 러시아 시민권을 따고 2015년 11월 22일 러시아 축구 국가대표팀에 발탁됐다.

## 수상
아틀레치쿠 파라나엔시
- 달라스 컵: 2004, 2005
- 캄페우나투 파라나엔세: 2005

로코모티프 모스크바
- 러시아 컵: 2014–15